# Juan Navarro Castellanos
Juan Navarro Castellanos (ur. 27 stycznia 1945 w San José de Gracia) – meksykański duchowny rzymskokatolicki, w latach 2009–2021 biskup Tuxpan.

## Życiorys
Święcenia kapłańskie przyjął 23 grudnia 1977 i został inkardynowany do diecezji San Juan de los Lagos. Pracował m.in. jako diecezjalny duszpasterz młodzieży, wikariusz biskupi dla diecezjalnej rady laikatu, a także jako proboszcz parafii św. Juliana.
31 stycznia 2004 papież Jan Paweł II mianował go biskupem pomocniczym Acapulco ze stolicą tytularną Caput Cilla. Sakry biskupiej udzielił mu 23 marca tegoż roku ówczesny metropolita Acapulco, Felipe Aguirre Franco.
12 lutego 2009 ogłoszono jego nominację na biskupa Tuxpan.
27 lutego 2021 papież Franciszek przyjął jego rezygnację z pełnionej funkcji.